# Philibert Tsiranana
Philibert Tsiranana (18. oktober 1912 – 16. april 1978) var Madagaskars første præsident.
I 1956, før Madagaskars uafhængighed, blev Tsiranana valgt til Frankrigs Nationalforsamling. Han blev Madagaskars premierminister i 1958 og præsident i 1959. Madagaskar blev uafhængig i 1960.
Tsiranana måtte trække sig tilbage i oktober 1972 efter voldsome politiske uroligheder.